# Ninja Tuna
Ninja Tuna è il quinto album in studio del DJ britannico Mr. Scruff, pubblicato il 6 ottobre 2008 dall'etichetta Ninja Tune.

## Tracce
1. Test the Sound – 1:40
2. Music Takes Me Up (feat. Alice Russell) – 5:27
3. Donkey Ride (feat. Quantic) – 5:12
4. Hairy Bumpercress – 6:30
5. Whiplash – 5:59
6. Nice Up the Function (feat. Roots Manuva) – 3:54
7. Bang the Floor (feat. Danny Breaks) – 3:41
8. Get on Down – 5:53
9. Hold On (feat. Andreya Triana) – 5:03
10. Give Up to Get – 6:44
11. Kalimba – 5:50
12. This Way (feat. Pete Simpson) – 5:31
13. Stockport Carnival – 5:29